# Hadra
Ḥaḍra (in arabo حضرة‎?) è il termine usato collettivamente per i riti superogatori celebrati dalle confraternite islamiche. Regolarmente la ḥadhra si tiene di solito il giovedì sera, dopo la preghiera della notte, il venerdì, dopo la preghiera detta Jumūʿa (di mezzogiorno), o domenica sera.
Durante la ḥaḍra vengono praticate varie forme di dhikr (ricordo), sermoni, studi collettivi, recitazione del Corano e altri testi (in particolar modo testi devozionali specifici della ṭarīqa, chiamati ḥizb e wird), canti religiosi e poetici, concentrandosi sulla preghiera e supplica a Dio, esortazioni religiose, preghiera del Profeta, e richieste o intercessioni (inshād dīnī o madīḥ) e invocazioni ritmiche di Allāh, utilizzando uno o più dei Suoi Nomi (specialmente "Allāh", "Ḥāyy", "Qayyūm", "Hu[wa]") o la testimonianza di fede e il tawḥīd: "Lā ilāha illā Allāh" (Non c'è altro dio all'infuori di Allāh). 
La recitazione ritmica dei nomi e il canto dei poemi religiosi sono spesso eseguiti congiuntamente. Negli ordini sufi conservatori non sono utilizzati strumenti musicali, con l'eccezione talvolta del daff (tamburo a cornice); altri ordini ne utilizzano diversi. Il termine in arabo significa letteralmente "presenza". Il rituale collettivo sufi è celebrato soprattutto nel mondo arabo, oppure in nazioni musulmane e non arabe come Indonesia e Malaysia, Nel Sufismo turco talvolta ci si riferisce alla ḥaḍra col termine Devran, ed è praticato dai Khalwatī, Shādhilī, Qādirī e Rifāʿī in tutta la Turchia e i Balcani.
La ḥaḍra può anche essere celebrata in particolari festività islamiche o riti di passaggio. Si può svolgere in casa, in una moschea, in una Zāwiya in cui opera un sufi, ma anche altrove.